# 覚深入道親王
覚深入道親王（かくしん/かくじん にゅうどうしんのう、天正16年5月5日（1588年5月29日） - 慶安元年閏1月21日（1648年3月15日））は、江戸時代前期の皇族、真言宗の僧。後陽成天皇の第1皇子。母は典侍・中山親子。仁和寺第21世門跡。出家前の諱は良仁親王（かたひと しんのう）。後南御室とも呼ばれる。覚深法親王（〜ほっしんのう）としたものも多いが、親王宣下は出家前にすでに受けているので正しくは法親王ではなく入道親王である。

## 来歴
天正16年（1588年）5月5日、後陽成天皇の第一皇子として生まれる。母は典侍・中山親子。生後間もない頃から当時の天下人豊臣秀吉はこの第一皇子を次の天皇にする構想を持っていた。このため朝廷内でも事実上の儲君として扱われ、「若宮」と呼ばれていた。天正20年（1591年）5月18日、秀吉が関白豊臣秀次にあてた書簡では、朝鮮出兵が成功して明を征服した暁には後陽成天皇を北京に遷して、「若宮」か八条宮智仁親王を日本の天皇にするという構想を述べ、同日には所司代前田玄以にも同様の意向を伝えている。文禄3年4月29日（1594年6月17日）には親王宣下を受け、良仁親王と名乗った。2年後には亡くなった正親町上皇の御所が良仁親王に与えられている。
しかし後陽成天皇は良仁親王を後継から外す動きを見せ始める。慶長3年（1598年）5月頃には三宮と呼ばれていた良仁親王の弟が「若宮」と呼ばれるようになり、良仁親王は「親王御方」と呼ばれるようになった。秀吉が死亡した後の9月7日には秀吉の命として三宮を仁和寺に入室させるよう要請されたが、天皇は従わなかった。10月18日、後陽成天皇は譲位の意向を豊臣政権側に伝え、10月21日には良仁親王ではなく弟である八条宮智仁親王に譲位したいという旨を豊臣政権側に伝えた。この時は大老徳川家康や元左大臣近衛信輔は後陽成の意思を尊重するとしたが、元関白九条兼孝をはじめとする摂家衆、豊臣政権の大老前田利家・奉行の前田玄以らは良仁親王に譲位するよう主張した。後陽成の真意は三宮を即位させようとするものであったが、11月18日には豊臣政権を代表した家康から譲位を思いとどまるよう意向が伝えられた。
それでも良仁親王は一応儲君として扱われていたが、慶長5年（1600年）関ヶ原の戦いが家康の勝利に終わった後の11月24日には良仁親王の御所にある番が廃止され、12月21日には三宮に親王宣下が行われ、政仁親王と名乗った。慶長6年3月5日（1601年4月7日）、良仁親王は仁和寺真光院に入室し、政仁親王が儲君に定められた（後の後水尾天皇）。慶長19年（1614年）、一品に叙せられて法中第一座の宣下を受けた。
仁和寺は応仁の乱で伽藍を全焼しており、辛うじて残された院家の真光院に本尊などが移されている状態であった。覚深入道親王は伽藍再建に尽力し、寛永11年（1634年）、江戸幕府に対して伽藍再興を願い出て認められている。『仁和寺御伝』によれば、上洛した徳川家光に覚深入道親王が申し入れたものという。この時の再建は御所の改築と重なったため、かつての紫宸殿や清涼殿などの建物が仁和寺に移築され、現在の伽藍を形成している。仁和寺の再興に関連して、真光院の古御堂は栂尾の高山寺に移築され、花園の今宮神社や宇多野の福王子神社の再興も行われている。
墓所は仁和寺宮墓地にある。法弟に承法法親王（性承法親王）がいる。書に秀で、「聖教目録」8巻を改訂している。

## 補注
1. 1 2 3 4 5  “覚深入道親王”. デジタル版 日本人名大辞典+Plus（コトバンク所収）. 2015年4月15日閲覧。
2. ↑  “仁和寺歴代譜”.   仁和寺. 2015年4月15日閲覧。
3. ↑  藤井譲治, 2018 & Kindle版、位置No.全5063中 3194-3206 / 63%.
4. 1 2  藤井譲治, 2018 & Kindle版、位置No.全5063中 3778-3788 / 75%.
5. ↑  藤井譲治, 2018 & Kindle版、位置No.全5063中 3809-3818 / 75%.
6. ↑  藤井譲治, 2018 & Kindle版、位置No.全5063中 3838 / 76%.
7. ↑  藤井譲治, 2018 & Kindle版、位置No.全5063中 4086-4094 / 81%.
8. 1 2 3 4 5  “仁和寺について　概略”.   仁和寺. 2015年4月15日閲覧。
9. 1 2  “仁和寺について　歴史”.   仁和寺. 2015年4月15日閲覧。
10. ↑  “高山寺について　概略”.   高山寺. 2015年4月15日閲覧。